# BB de l'Orada
BB de l'Orada (BB Dor) és un variable cataclísmica o semblant a nova que és un sistema d'estrella binari compost d'un nan vermell i un nan blanc.